# Kortschiwzi
Kortschiwzi (ukrainisch Корчівці, russisch Корчовцы Kortschowzy, rumänisch Corcești, deutsch Korczestie) ist ein Dorf in der Oblast Tscherniwzi im Westen der Ukraine mit etwa 1733 Einwohnern auf einer Höhe von 370 Metern.

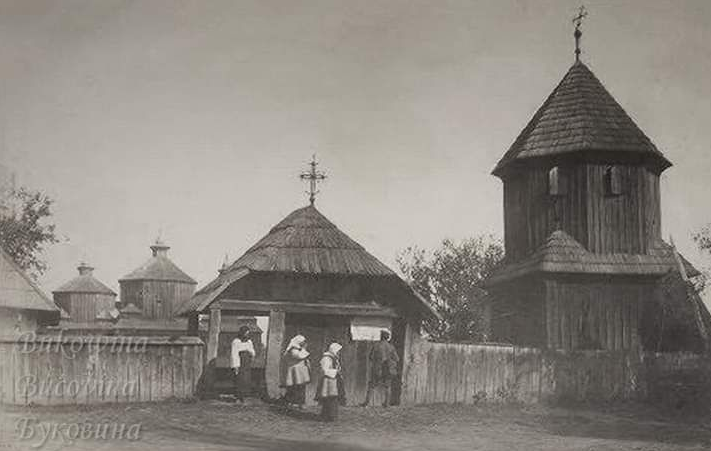
Kirche in Kortschiwzi, 1907–1908

## Geschichte
Kortschiwzi ist seit seiner Gründung Teil der historischen Region Bukowina innerhalb des Fürstentums Moldau. Die erste urkundliche Erwähnung erfolgte 1654 in einer Urkunde des Herrschers Gheorghe Ștefan (1653–1658), in der er auch das Dorf Corcești unter der Verwaltung des Klosters Dragomirna erwähnt. Seitdem wird Corcești in den Dokumenten der damaligen Zeit als eigenständiges Dorf erwähnt.
1775 erhielt die Habsburgermonarchie im Zuge des Russisch-Türkischen-Krieges (1768–1774) die Bukowina, woraufhin Kortschiwzi zum Bezirk Storojinets (dt. Storozynetz) innerhalb des Kronlandes Bukowina gehörte.
1783 enthob die österreichische Regierung Kortschiwzi der Verwaltung des Klosters Dragomirna, um das Land zunächst an Lipowaner zu verpachten. 1807 wurde die Holzkirche Sf. Vasile errichtet, die man 1808 weihte. Die erste Schule wurde 1884 eröffnet.
Nach der Inbesitznahme der Bukowina durch Rumänien 1918 war Kortschiwzi Teil des Königreichs Rumänien. Als Ergebnis des Ribbentrop-Molotow-Pakts (1939) annektierte die Sowjetunion 1940 die Nordbukowina. 1941 bis 1944 kam die Nordbukowina an Rumänien, ehe sie 1944 wieder von der UdSSR besetzt und in die Ukrainische SSR integriert wurde. In diesem Jahr änderten die sowjetischen Behörden den Namen des Dorfes in Sirnokaia Poleana. 1944 wurde die Dorfschule wiedereröffnet, die 1974 den Status einer Mittelschule erhielt.
Seit 1991 ist Kortschiwzi Teil der unabhängigen Ukraine. Bei der Volkszählung 1989 betrug die Zahl der Einwohner, die sich als Rumänen bzw. Moldauer bezeichneten 1398. Zwischen 1992 und 1996 wurde im Dorf eine neue Kirche gebaut, die auch den Namen Sf. Vasile trägt.
Am 12. Juni 2020 wurde das Dorf ein Teil neu gegründeten Landgemeinde Sutscheweny im Rajon Hlyboka, bis dahin bildete es die Landratsgemeinde Kortschiwzi (Корчовецька сільська рада/Kortschowezka silska rada) im Südwesten des Rajons.
Seit dem 17. Juli 2020 ist der Ort ein Teil des Rajons Tscherniwzi.

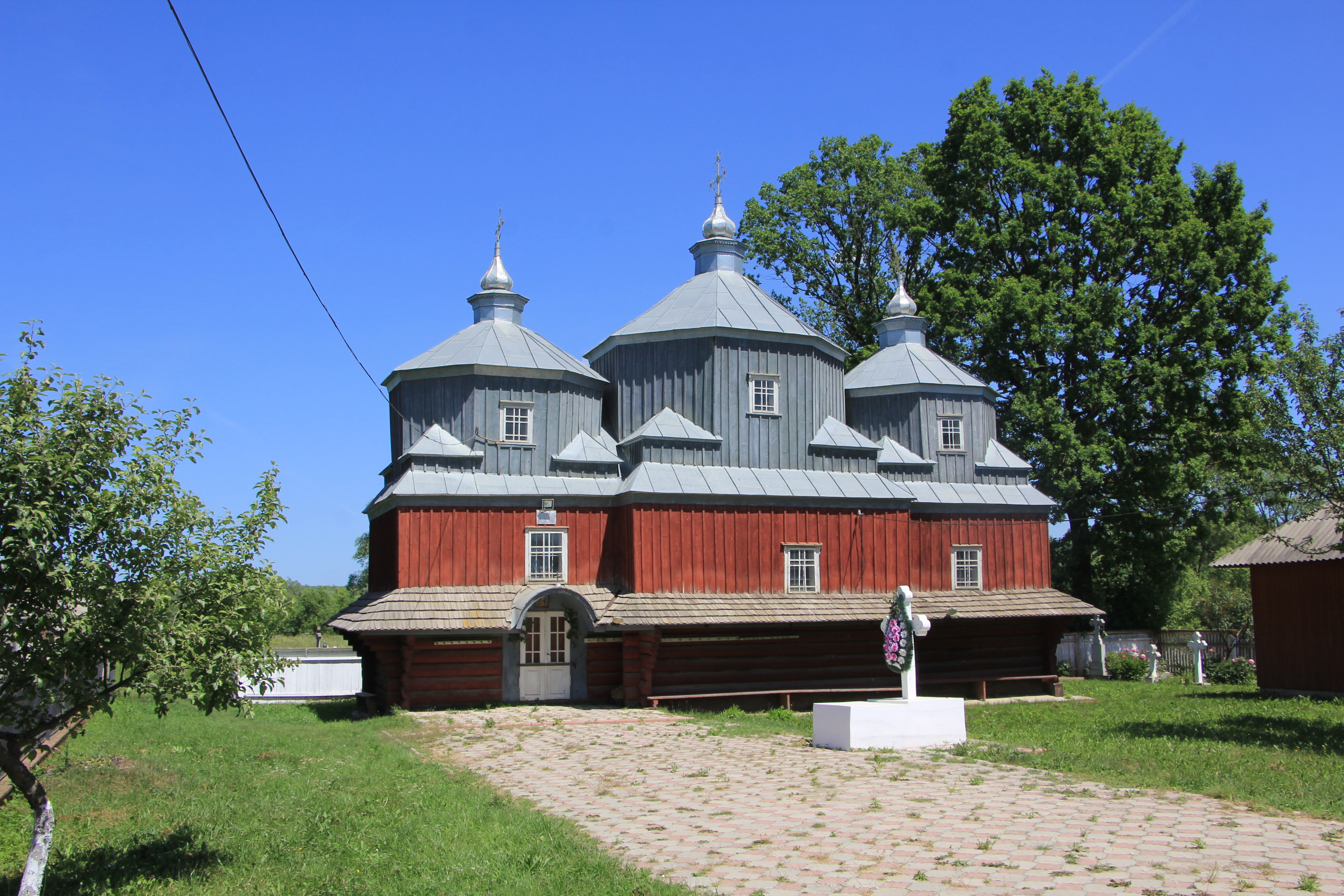
Holzkirche in Kortschiwzi
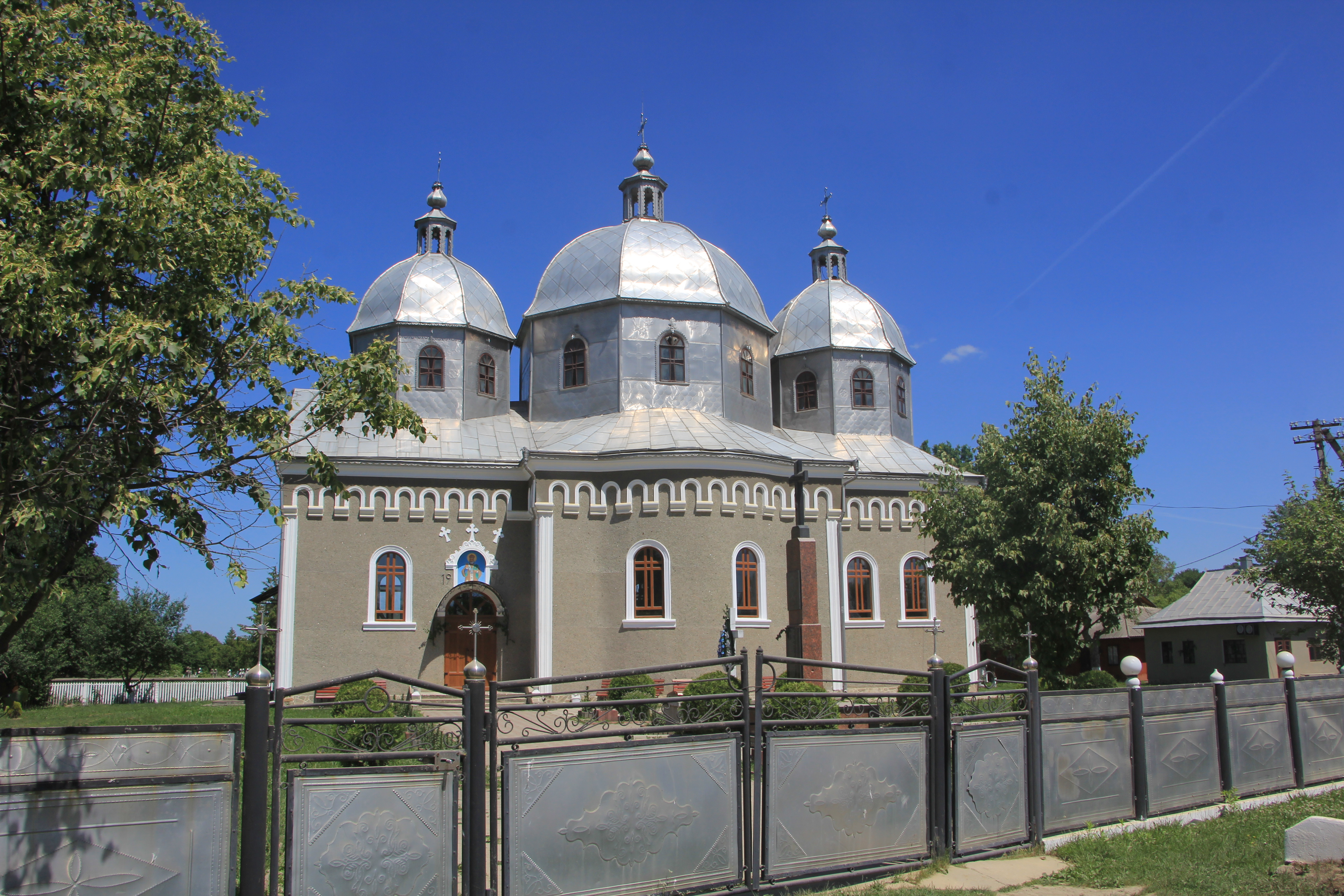
Orthodoxe Kirche von Kortschiwzi
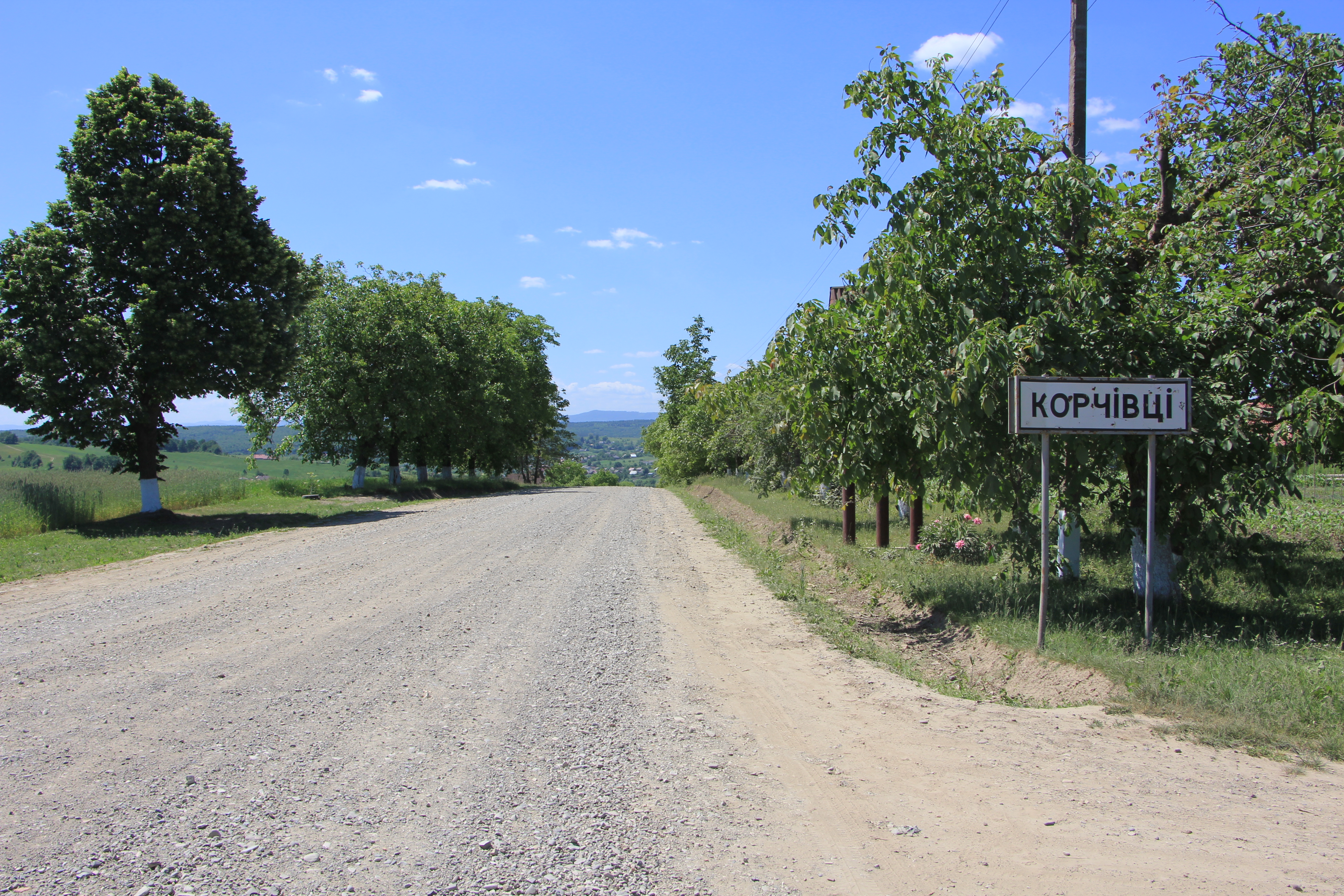
Dorfeingang
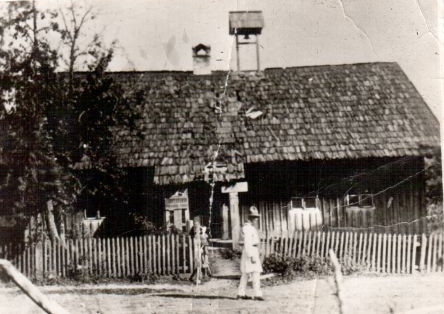
Erste Schule in Kortschiwzi (1884)